# عمیر بن حباب سلمی
عمیر بن حباب سلمی (درگذشته ۶۸۹ ) از رؤسای قبیله بنی سلیم، سردار سابق اموی و رهبر اصلی قبایل قیسی در جنگ‌های جناحی و طلیفه‌های بنی‌تغلب با بنی کلب بود.

## زندگی
ذکوان از قبیله بزرگ عرب بنی سلیم تعلق داشت. مادرش زنی سیاه‌پوست آفریقایی بود. این خانواده در منطقه رودخانه بلیخ در منطقه جزیره (بین‌النهرین علیا) زندگی می‌کردند. عمیر در ارتش خلیفه اموی معاویه اول (حکومت:۶۶۱-۶۸۰) خدمت می‌کرد. او تحت فرماندهی هم قبیله‌ای خود، صفوان بن معطل، می‌جنگید. عمیر نقش مهمی در تصرف قلعه ارمنی معروف به حصن کمخ (کماچه) توسط امویان در سال ۶۷۸ ایفا کرد. او در طول این عملیات به شهرت رسید، به طوری که مورخ قرن نهم، البلاذری، می‌نویسد:
عمیر بن حباب السلمی، که از دیوار بالا رفت و به تنهایی مبارزه کرد تا اینکه یونانیان تسلیم شدند و مسلمانان بالا آمدند. بنابراین کاهش کمخ به خاطر عمیر بن حباب بود و چیزی بود که او به آن افتخار می‌کرد و دیگران به خاطر او افتخار می‌کردند. —
بلاذری
به گفته مورخ پاتریشیا کرون، عمیر بیشتر به خاطر نقشش در دومین جنگ داخلی مسلمانان شناخته می‌شود. با وجود اینکه او عضوی از قبیله قیس عیلان بود، پس از شکست ویرانگر قیسی‌ها در نبرد مرج راهط به دست امویان و متحدان یمنی آنها، به ویژه قبیله بنی‌کلب وفاداری خود را به امویان در زمان مروان اول (۶۸۴-۶۸۵) و پسر دومی عبدالملک (۶۸۵-۷۰۵) حفظ کرد . با این حال، این نبرد همچنان او و قبایلش را نسبت به رقبای کلبی خود و امویان کینه‌توز کرده بود و این موضوع در طول نبرد خازر در سال ۶۸۶ آشکار شد. در طول آن نبرد، عمیر فرماندهی جناح چپ ارتش اموی به رهبری عبیدالله بن زیاد را علیه نیروهای طرفدار علی به رهبری ابراهیم بن مالک اشتر بر عهده داشت . پیش از رویارویی دو طرف، عمیر مخفیانه با ابن اشتر ملاقات کرد و پیشنهاد داد که در میانه نبرد به همراه هنگ تحت سلطه قیسی خود از صفوف جدا شود. نتیجه، شکست امویان و کشته شدن عبیدالله بود. ابن اشتر، فرماندار مختار بر موصل و جزیره، به عمیر فرمانداری‌های محلی طور عبدین و کفرتوثا (کفر توتا) را پاداش داد.

### رهبر قیس
عمیر در نمایشی از شجاعت قبیله‌ای، به جای پیوستن به رهبر طرفدار علویان، مختار ثقفی، که از خازر پیروی می‌کرد، تصمیم گرفت به هم‌نوع قیسی خود، زفر بن حارث کلبی، در قرقیسیا بپیوندد. عمیر از قرقیسیا حملات تنبیهی علیه کلب به رهبری رئیس آنها حمید بن حریث بن بحدل را رهبری کرد. او یا زفر، حمله‌ای قیسی علیه کلب در اکلیل در صحرای سماوه بین سوریه و عراق را رهبری کرد و بین ۵۰۰ تا ۱۰۰۰ نفر از قبیله کلب را کشت. ورود پرانرژی عمیر به نزاع قیس-کلب، او را به رهبر فعال‌تر قیس تبدیل کرد، زیرا زفر اغلب در دفاع از قرقیسیا در برابر پیشروی‌های امویان با مشکل مواجه می‌شد. او حملات بیشتری را علیه کلب در سماوه رهبری کرد و تقریباً حمید را در روستای کعبه کشت. کلب در نهایت توسط حملات عمیر، هرچند موقتاً، از سماوه بیرون رانده شد.
در همین حال، عمیر، قیس را درگیر جنگی خونین و تلافی‌جویانه با قبیله تغلب کرد، قبیله‌ای که قبلاً بی‌طرف بود. او رهبری تجاوزات سلیمی‌ها به قلمرو تغلبی‌ها در امتداد رودخانه خابور را بر عهده داشت. زفر در تلاش‌های خود برای میانجیگری در این اختلاف شکست خورد و سرانجام با رویکرد ستیزه‌جویانه عمیر همراه شد. عمیر از مصعب بن زبیر از عراق اجازه گرفت تا به تغلبی‌های مسیحی حمله کند و بسیاری از آنها را در مکسین در امتداد خابور قتل عام کرد. حملات و ضدحملات در مکان‌هایی که رودخانه‌های خابور، بلیخ، دجله و ثرثار را در بر می‌گرفت ، ادامه یافت و تغلبی‌ها معمولاً نیروی شکست‌خورده بودند. با این حال، در سال ۶۸۹، تغلبی‌ها عمیر را در نبردی در الحشق در امتداد ثرثار، نزدیک تکریت، کشتند . سپس سر جسد او را از تنش جدا کردند و سرش را به عبدالملک تحویل دادند، که از مرگ رئیس شورشیان خوشحال بود. اخطل ، شاعر تغلبی، مرگ او را به شعر درآورد. به گفته کرون، دلاوری‌ها و عملکرد عمیر در میدان نبرد در درگیری‌های قبیله‌ای، برای او «شهرتی به عنوان یکی از قدرتمندترین مردان زمان خود» به ارمغان آورد.